# 木村浩一郎 (編集者)
木村 浩一郎 （きむら こういちろう、1961年〈昭和36年〉4月17日 - ）は、日本の編集者、リーダーズノート出版代表、YouTuber。自称マルチクリエイター。

## 略歴
- 土佐出版社[2] 副社長、カタロニア出版副社長
- 編集プロダクション チーフライター
- PR会社 東京支社長
- リーダーズノート出版[1]代表
- ネバギバランドCH オトキン解説者

## 来歴
福岡県北九州市門司区生まれ。高校卒業後に上京して吉祥寺の高級クラブ「ルナ・武蔵野」にバーテンダーとして勤務。1982年高知大学の経済学部に入学、在学中に土佐出版社に勤務する。2度目の上京後は、朝日新聞社広告局外注先の編集プロダクションに勤務して、著名人の紹介記事などを担当。PR会社に転職後、1999年にリーダーズノートを設立。以後、学術書や報道関係の書籍を出版する少人数の出版社を25年間経営している。

## 人物・エピソード
- 「高知県のNHKが不祥事を隠蔽」した話を追い『噂の眞相 1989年5月号』に掲載[3]。高知県の報道11社のうち取材を断った共同通信社を含む6社の支局長を取材した記事を発表した。朝日新聞社支局長の告白により、当時のNHK高知放送局の放送部長が各社に電話を入れて「NHKの記者の飲酒運転と暴行による逮捕を報道しないよう頼んだ」という事実を暴露[3]。NHKが報道規制を行った実態が明るみに出た[4]。
- 1991年ごろ、在高知ジャーナリストの塚原純の紹介で筑紫哲也や二木啓孝を紹介され、二木の手配で『朝まで生テレビ!』に視聴者として参加。木村が「湾岸戦争での米国の対応を支持する」という趣旨の発言をし、パネリスト大島渚らの猛バッシングを受ける。しかし野村秋介が「この若者の言いたいこと」として長く代弁し擁護。その放送を見た両親、近親者、知人らから「いつから極右になったのか」と問合せが相次いだという。
- 塚原純[5]の紹介で、北朝鮮に抑留経験のあり『ポル・ポトの秘密鉱山』[6]の著者で軍事評論家のガブリエル中森 (本名：中森芳明) と出会う。
- 勤務していた土佐出版社が、北朝鮮に逃亡中の「よど号乗っ取り犯」らが執筆する『季刊 日本を考える』[7][8][9][10]を出版していたために家宅捜索を受けた。木村は「国則三雄志社長から事情を知らされず、単に原稿の運び屋にされた」と憤慨したという。
- 高知県内のパチンコ店でトラブルを起こし暴力団組員の顔に大怪我をさせ多額の慰謝料を請求される。30万円を支払うことで和解し東京に逃亡した。当時現場にいた友人の西野が、のちの木村の結婚式の祝辞でそのことを暴露した。
- 1994年、早稲田や明治の学生らと『フェンスの向こうのアメリカ探検』（サンド・ケー出版／谷道健太編）[11]を出版したが、基地内の撮影で警察と押し問答になり、以後、10年以上、警察および公安のチェック対象にされる。
- 1994年に発生の松本サリン事件で河野義行の疑惑を報じたテレビ、新聞、週刊誌の記事【『週刊新潮1994年7月14日号[12]』「『毒ガス事件』発生源の怪奇家系図」等の記事に疑問を持つ。河野を取材して『噂の真相1995年7月号』に反論記事『松本サリン事件で疑惑をかけられた河野義行氏の引き裂かれた"人生"』を掲載する[13]。
- 1997年に統一教会に取材のため潜入入会。一年にわたり北千住の同教団事務所に通うが自身の結婚を機に退会した。
- 2010年7月、田代まさしが薬物事件等を何度も起こした後に、数多くの著名人の応援メッセージを集めた『帰ってこいマーシー』[14]の出版を行うが発売直後に田代が薬物事件を起こして逮捕された。逮捕日、木村は祖母の葬儀の日だったため九州の葬儀場からテレビ各局のインタビューに電話主演し謝罪した。
- 2011年4月12日、同年3月11日に発生した福島第一原子力発電所事故の福島第一原子力発電所の前までカメラマンの内堀たけし[15]の車で潜入。すでに福島県からの避難者は13万人を超えていた。
- ザ・ドリフターズの仲本工事の妻、三代純歌に対して『週刊新潮 2022年10月20号、11月10日号、2023年6月1日号』、『女性自身 2022年11月8日号/15日号/22日号/29・12月6日号』、『週刊女性  11月15日号』などの週刊誌が集中して、バッシングした件で、三代純歌を原告とした民事訴訟[16]を支援している。
- 「鹿児島県警内部告発事件」で、鹿児島県警察の本部長、野川明輝本部長を犯人隠避などの疑いで刑事告発した[17][18]。この事件は、木村が自社より出版していた北海道警察の不祥事を追求した書籍『見えない不祥事』[19]の著者である、小笠原淳[20]の元に『闇をあばいてください』という怪文書が届き[21]問題化したものだった。小笠原が鹿児島県警の不祥事を書いていたウェブメディア「HUNTER」[22]を鹿児島県警が家宅捜索したことは違法であるとして、鹿児島県警と野川を鹿児島地検に刑事告発した。
- 2024年6月20日投開票の東京都知事選で落選した石丸伸二や、2024年11月17日投開票の兵庫県知事選挙において当選した斎藤元彦と、落選した立花孝志に対しての報道が偏向しているとして、「ネバギバランド」[23]というYouTubeのCH内で情報発信をしたが、「悪者たちを擁護するのか」などの批判も受け物議を醸した。

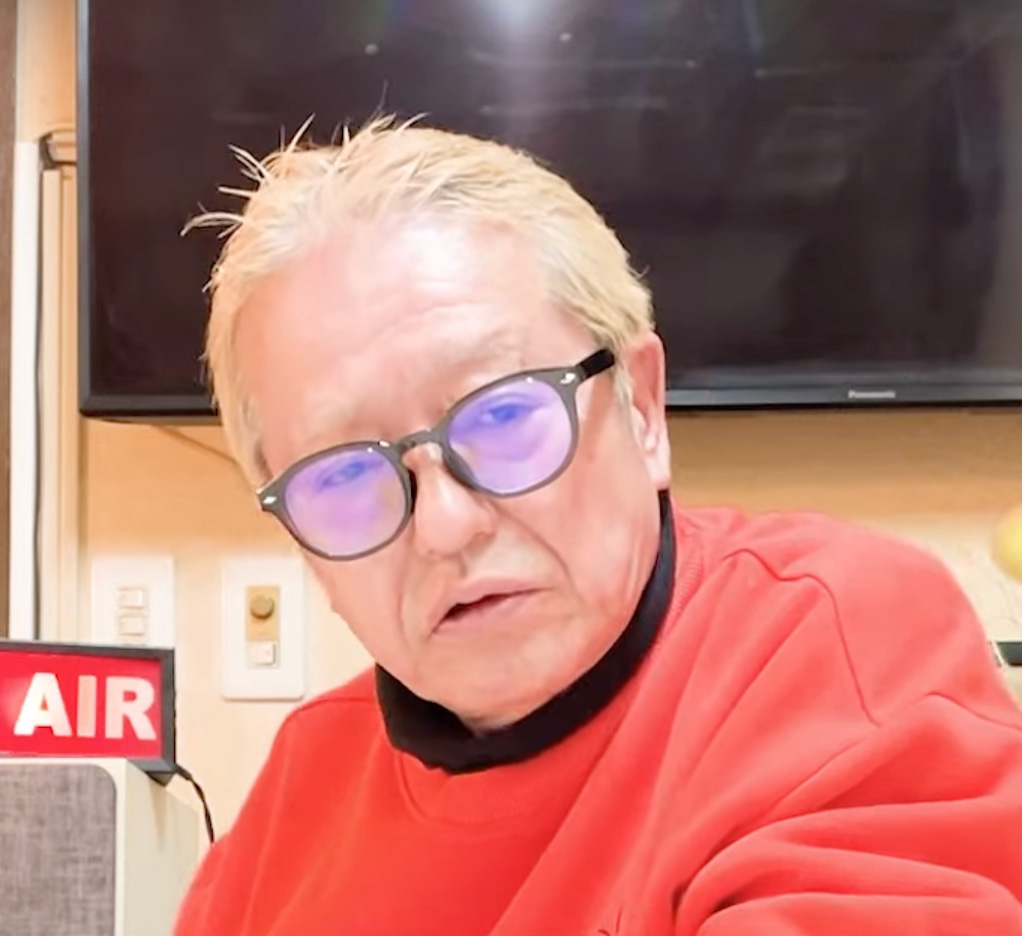
オトキンの木村

- オトキンの木村YouTube動画のネバギバランド[23]CH（ネバーギブアップランドの略）の、「大人の金曜日案件」オトキン[24]に出演。「動画内で吠えると、いろいろ面白い人間が集まって吠えてくる。この力は凄い」と言っている。

## 著書
- 『フェンスの向こうのアメリカ探検: 秘密に満ちた米軍基地を100倍楽しもう 在日米軍基地完全マニュアル』（サンド・ケー出版／谷道健太編）[11] ISBN 978-4-914938-17-8
- 『いじめ少年犯罪に、宣戦布告: 史上最強の告発マニュアル』（発行 地方・小出版流通センター／プレスプラン編集部）[25] ISBN 4-901304-01-1
- 『PCR検査を巡る攻防 見えざるウイルスの、見えざる戦い 新型コロナウイルス・レポート』（リーダーズノート出版）[26] ISBN 978-4903722-80-1
- 『イリーガル探偵社 闇の事件簿』（リーダーズノート出版）[27] ISBN 978-4910805-10-8
- 『北九州・門司港 木村和彦の軌跡』（リーダーズノート出版）[28] ISBN 978-4-910805-19-1